# Sarikoli
I sarikoli o sarykoly sono una popolazione tagica quindi iranica della Cina occidentale. Sono essenzialmente dediti all'agricoltura e alla pastorizia.

## Popolazione
La popolazione ammonta a 20.500 (stima del 1982) e risiede nella regione sud-occidentale dello Xinjiang-Uigur, nei pressi di Tashkurgan, nella valle del fiume Sarikol.

## Lingua
La lingua sarikoli è una lingua iranica orientale del sud-est della sottofamiglia shugni-yazgulami, ma non è intelligibile con lo shughni della Russia e dell'Afghanistan. L'uiguro e il cinese sono pure utilizzati.
La maggioranza dei tagichi in Cina parla sarikoli, la restante parte wakhi.
I sarikoli sono una minoranza riconosciuta ufficialmente in Cina.

## Religione
I sarikoli sono musulmani ismailiti.